# Rinascita Democratica Nazionale
La Rinascita Democratica Nazionale (Rilindja Demokratike Kombëtare, RDK) è un partito politico albanese della Repubblica di Macedonia.
Il Partito della Rinascita Nazionale Democratico è la branca macedone della Lega Democratica del Kosovo, con cui condivide lo stesso logo.

## Storia
Nelle elezioni parlamentari del 2011, le prime elezioni del partito, ha ricevuto il 2,67% dei voti popolari, vincendo due seggi nel parlamento macedone.

## Risultati elettorali
| Elezione          | Voti   | %    | Seggi |
| ----------------- | ------ | ---- | ----- |
| Parlamentari 2011 | 29 996 | 2,67 | 2     |
| Parlamentari 2014 | 17,783 | 1,59 | 1     |